# Tipula (Eumicrotipula) atameles
Tipula (Eumicrotipula) atameles is een tweevleugelige uit de familie langpootmuggen (Tipulidae). De soort komt voor in het Neotropisch gebied.